# Arrondissement de Privas
L'arrondissement de Privas est une division administrative française, située dans le département de l'Ardèche et la région Auvergne-Rhône-Alpes.
Il est composé de 26 communes de plus de 1000 habitants.

## Composition

### Composition de 2007 à 2015
- Par arrêté préfectoral du 22 février 2007, les cantons d'Antraigues-sur-Volane, d'Aubenas, de Vals-les-Bains et de Villeneuve-de-Berg ont été détachés de l'arrondissement de Privas pour être rattachés à l'arrondissement de Largentière[1].

Situation après l'arrêté du 22 février 2007.

Liste des cantons de l'arrondissement de Privas
- canton de Bourg-Saint-Andéol ;
- canton de Chomérac ;
- canton de La Voulte-sur-Rhône ;
- canton de Privas ;
- canton de Rochemaure ;
- canton de Saint-Pierreville ;
- canton de Viviers.

### Composition depuis 2015
Le redécoupage cantonal de 2014 conduit à la création de cantons situés sur plusieurs arrondissements, ce qui n'était pas possible auparavant. L'arrondissement de Privas contient depuis lors 3 cantons entiers et 4 partiels :
- Bourg-Saint-Andéol
- Le Cheylard (13 communes ; les autres sont dans l'arrondissement de Tournon-sur-Rhône)
- Le Pouzin
- Privas
- Le Teil (6 communes ; les autres sont dans l'arrondissement de Largentière)
- Vallon-Pont-d'Arc (1 commune ; les autres sont dans l'arrondissement de Largentière)
- La Voulte-sur-Rhône (8 communes ; les autres sont dans l'arrondissement de Tournon-sur-Rhône)

### Découpage communal depuis 2015
Depuis 2015, le nombre de communes des arrondissements varie chaque année soit du fait du redécoupage cantonal de 2014 qui a conduit à l'ajustement de périmètres de certains arrondissements, soit à la suite de la création de communes nouvelles. Le nombre de communes de l'arrondissement de Privas est ainsi de 65 en 2015, 65 en 2016 et 66 en 2017.
Au 1er janvier 2024, l'arrondissement groupe les 66 communes suivantes :
1. Ajoux
2. Alba-la-Romaine
3. Alissas
4. Aubignas
5. Baix
6. Beauchastel
7. Beauvène
8. Bidon
9. Bourg-Saint-Andéol
10. Chalencon
11. Châteauneuf-de-Vernoux
12. Chomérac
13. Coux
14. Creysseilles
15. Cruas
16. Dunière-sur-Eyrieux
17. Flaviac
18. Freyssenet
19. Gilhac-et-Bruzac
20. Gluiras
21. Gourdon
22. Gras
23. Larnas
24. Lyas
25. Marcols-les-Eaux
26. Meysse
27. Les Ollières-sur-Eyrieux
28. Pourchères
29. Le Pouzin
30. Pranles
31. Privas
32. Rochemaure
33. Rochessauve
34. Rompon
35. Saint-Apollinaire-de-Rias
36. Saint-Bauzile
37. Saint-Cierge-la-Serre
38. Saint-Étienne-de-Serre
39. Saint-Fortunat-sur-Eyrieux
40. Saint-Jean-Chambre
41. Saint-Julien-du-Gua
42. Saint-Julien-en-Saint-Alban
43. Saint-Julien-le-Roux
44. Saint-Just-d'Ardèche
45. Saint-Lager-Bressac
46. Saint-Laurent-du-Pape
47. Saint-Marcel-d'Ardèche
48. Saint-Martin-d'Ardèche
49. Saint-Martin-sur-Lavezon
50. Saint-Maurice-en-Chalencon
51. Saint-Michel-de-Chabrillanoux
52. Saint-Montan
53. Saint-Pierre-la-Roche
54. Saint-Priest
55. Saint-Sauveur-de-Montagut
56. Saint-Symphorien-sous-Chomérac
57. Saint-Thomé
58. Saint-Vincent-de-Barrès
59. Saint-Vincent-de-Durfort
60. Silhac
61. Le Teil
62. Valvignères
63. Vernoux-en-Vivarais
64. Veyras
65. Viviers
66. La Voulte-sur-Rhône

## Démographie
En 2022, l'arrondissement comptait 86 375 habitants.
| 1968   | 1975   | 1982   | 1990   | 1999   | 2006   | 2011   | 2016   | 2021   |
| ------ | ------ | ------ | ------ | ------ | ------ | ------ | ------ | ------ |
| 68 970 | 67 699 | 72 488 | 75 276 | 78 201 | 82 679 | 86 063 | 84 907 | 86 154 |

| 2022   | - | - | - | - | - | - | - | - |
| ------ | - | - | - | - | - | - | - | - |
| 86 375 | - | - | - | - | - | - | - | - |